# Maui Gayme
Maui Gabriel Gayme Anguita (* 30. Oktober 1983 in Papeete, Französisch-Polynesien) ist ein ehemaliger chilenischer Skirennläufer.

## Biografie
Gayme wurde als Sohn eines französischen Vaters und einer chilenischen Mutter auf Tahiti geboren. Das Skifahren erlernte er gemeinsam mit seinem älteren Bruder Mikael Gayme in Andorra, wo ihre Mutter als Skilehrerin arbeitete. Später zog die Familie nach La Parva, wo die Mutter eine eigene Skischule eröffnete.
Sein internationales Renndebüt gab Gayme am 11. März 1999 in Megève bei einem Citizenrennen. In den darauffolgenden Jahren nahm er hauptsächlich an Rennen dieser Kategorie in Frankreich teil sowie an Rennen des South American Cups.
2002 nahm er erstmals an Olympischen Winterspielen teil. Bei den Wettkämpfen in Salt Lake City erreichte er als beste Platzierung den 48. Rang in der Abfahrt. Ein halbes Jahr später erreichte er seinen ersten Podestplatz im South American Cup.
Seine ersten Weltmeisterschaften bestritt Gayme 2003 in St. Moritz. Dort konnte er seine Leistung gegenüber den Olympischen Spielen steigern und erreichte als beste Ergebnis in der Abfahrt Platz 42.
Zum ersten Mal an einem Weltcuprennen nahm er am 10. Januar 2004 in Chamonix teil, wobei er den 70. und vorletzten Platz belegte, lediglich den Argentinier Cristian Javier Simari Birkner konnte er hinter sich lassen. Insgesamt nahm Gayme an 5 Weltcuprennen teil, wobei er sich kein einziges Mal unter den besten 30 klassieren konnte. Seine beste Platzierung, ein 45. Rang, stammte vom 8. Januar 2005, ebenfalls in Chamonix.
Am 28. August 2009 gewann er in Valle Nevado sein einziges Rennen im Rahmen des South American Cups.
Gayme beendete seine Karriere nach den Olympischen Winterspielen 2010 in Vancouver. Dort konnte er sein bestes Ergebnis bei einem internationalen Großereignis egalisieren, er erreichte im Super-G Platz 42.

## Erfolge

### Olympische Winterspiele
- Salt Lake City 2002: 48. Abfahrt, 49. Riesenslalom, DNF Super-G
- Turin 2006: 42. Abfahrt, 47. Super-G
- Vancouver 2010: 42. Super-G, 49. Abfahrt

### Weltmeisterschaften
- St. Moritz 2003: 42. Abfahrt, DNF Super-G
- Bormio 2005: 49. Super-G, DNF Riesenslalom
- Åre 2007: 44. Abfahrt, 53. Super-G, DNF Riesenslalom, DNS2 Super Kombination

### South American Cup
- 3 Podestplätze, davon ein Sieg

| Datum           | Ort          | Land  | Disziplin |
| --------------- | ------------ | ----- | --------- |
| 28. August 2009 | Valle Nevado | Chile | Super-G   |

### Juniorenweltmeisterschaften
- Briançonnais 2003: 16. Abfahrt, DNF Super-G, DNS2 Riesenslalom

### Weitere Erfolge
- 4 Podestplätze bei FIS-Rennen
- Chilenischer Meister im Super-G (2005)
- Chilenischer Meister im Riesenslalom (2009)
- Chilenischer Meister im Slalom (2002)
- Chilenischer Vizemeister im Riesenslalom (2002)
- Bronze bei den chilenischen Meisterschaften im Riesenslalom (2004)
- Bronze bei den chilenischen Meisterschaften im Slalom (2003)